# Cidade Administrativa de Minas Gerais
A Cidade Administrativa Presidente Tancredo Neves (CAMG) é a sede oficial do governo do Estado de Minas Gerais, Brasil. Localizada na Rodovia Papa João Paulo II, no bairro Serra Verde, na região de Venda Nova (no encontro dos limites municipais entre Belo Horizonte, Vespasiano e Santa Luzia), a Cidade Administrativa é composta por sete edificações principais — que abrigam a sede do governo, secretarias de estado, centro de convivência, auditório, prédio de serviços (sede da Polícia Militar e do Corpo de Bombeiros), praças de alimentação, etc.
O plano da Cidade Administrativa foi elaborado por Oscar Niemeyer, tendo as obras sido concluídas em fevereiro de 2010. A construção foi custeada pela Companhia de Desenvolvimento Econômico de Minas Gerais.

## Histórico
O plano da Cidade Administrativa foi concebido no governo de Aécio Neves, que contratou Oscar Niemeyer, arquiteto brasileiro considerado um dos mais influentes na arquitetura moderna internacional. As obras do complexo foram finalizadas em 2010 e os servidores estaduais de Minas Gerais começaram a mudança para o local em fevereiro daquele ano.
A obra foi custeada integralmente pela Companhia de Desenvolvimento Econômico de Minas Gerais (Codemig), empresa pública que aplica recursos em atividades voltadas para o desenvolvimento econômico do Estado.

## Composição da Cidade Administrativa
A sede do Governo: dois prédios de 14 andares cada um, onde funcionam as secretarias de estado; unidades de apoio; estacionamentos e dois lagos. Possui cerca de 265 000 m² de área construída e 805 000 m² de área total.

### Palácio Tiradentes
O Palácio Tiradentes é a sede da Governadoria do estado de Minas Gerais . O edifício é o maior prédio de concreto suspenso do mundo, com vão livre de 147 m de comprimento e 26 m de largura.  

### Auditório JK
Com 4 000 m², capacidade de 490 assentos e próximo à sede de governo, fica o Auditório JK. Totalmente construído em concreto, o projeto do auditório conta com infraestrutura para palestras, congressos oficiais e apresentações.

### Secretarias - Prédio Minas e Prédio Gerais

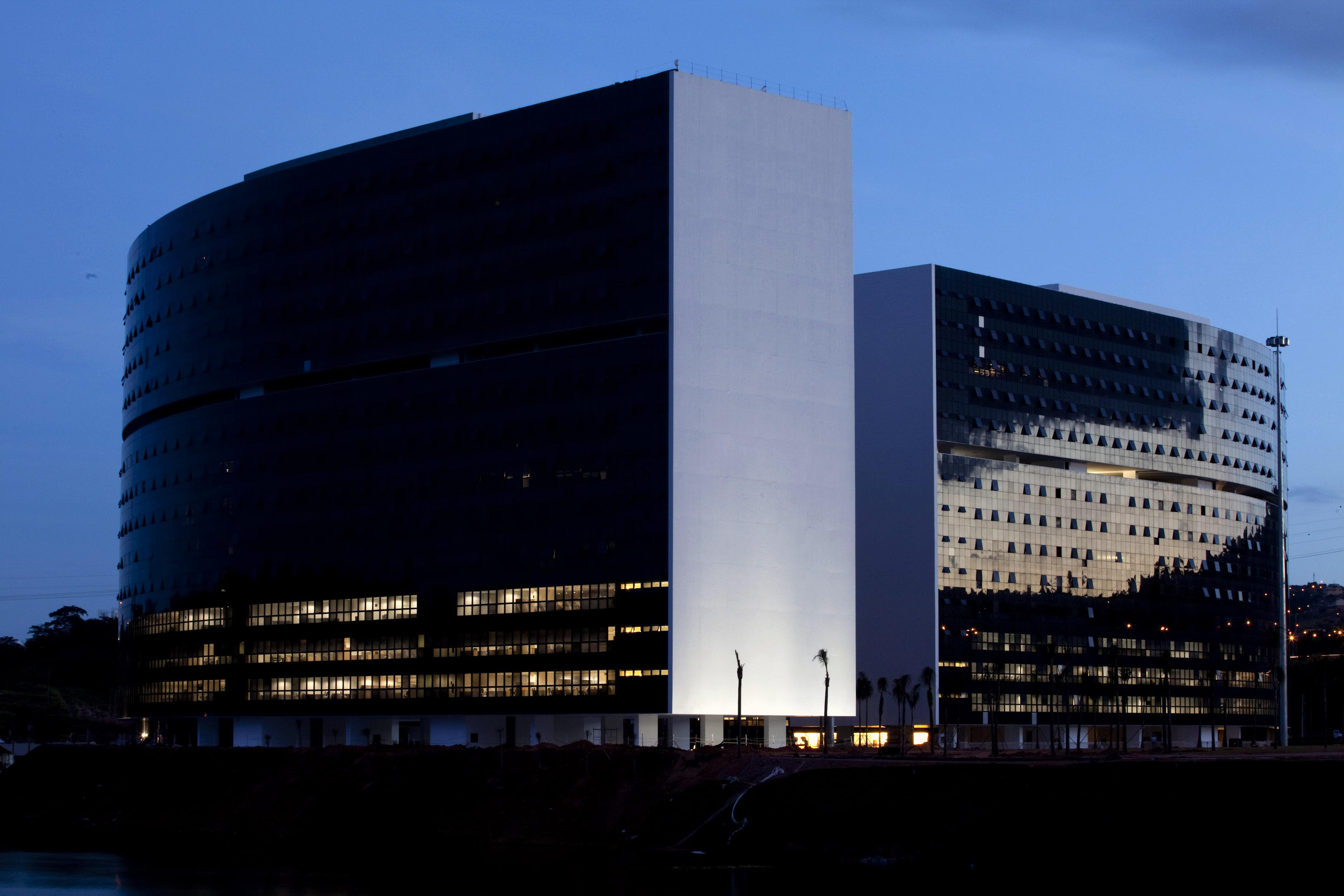
Prédios Minas e Gerais, sede das secretarias

Os prédios são idênticos, com 116 000 m² de área construída e 14 andares para ocupação dos servidores e um pavimento aberto, com linhas arquitetônicas próprias e paisagismo, compondo um ambiente distinto em meio aos andares de escritórios. Cada andar tem 7 000 m² e o gabinete de cada secretário tem 50 m².

#### Edifício Minas
No Edifício Minas, estão instaladas secretarias, autarquias, fundações, empresas públicas e outros órgãos de apoio do Governo ou do funcionamento da Cidade Administrativa. As entidades instaladas no edifício estão listadas abaixo.
- Fundação Estadual do Meio Ambiente (FEAM), 1º andar.
- Instituto Estadual de Florestas (IEF), 1º andar.
- Instituto Mineiro de Gestão das Águas (IGAM), 1º andar.
- Instituto de Desenvolvimento Integrado de Minas Gerais (INDI), 1º e 2º andar.
- Secretaria de Estado de Meio Ambiente e Desenvolvimento Sustentável (SEMAD), 2º andar.
- Secretaria de Estado de Justiça e Segurança Pública (SEJUSP), 3º,
- Polícia Civil de Minas Gerais (PCMG), 4º andar.
- Secretaria de Estado de Segurança Pública (SESP) 5º andar
- Corpo de Bombeiros Militar de Minas Gerais (CBMMG), 5º andar.
- Instituto de Previdência dos Servidores Militares de Minas Gerais (IPSM), 6º andar.
- Polícia Militar de Minas Gerais (PMMG), 6º andar.
- Secretaria de Estado de Infraestrutura e Mobilidade (SEINFRA), 7º andar.
- Secretaria de Estado de Esportes (SEESP), 8º andar.
- Universidade do Estado de Minas Gerais (UEMG), 8º andar.
- Banco do Brasil, 9º andar.
- Universidade Estadual de Montes Claros (UNIMONTES), 10º andar.
- Secretaria de Estado de Educação (SEE), 10º e 11º andar.
- Secretaria de Estado da Saúde (SES), 10º, 12º e 13º andar.
- Fundação Caio Martins (FUCAM) 14º andar.
- Secretaria de Estado de Trabalho e Desenvolvimento Social (SEDESE), 14º andar.

O Edifício Minas também possui estacionamento no subsolo, salas de reunião em todos os andares, serviços de recepção, administração e segurança do edifício no saguão de entrada e em todos os andares, bem como serviços de manutenção, reprografia e terminais de autoatendimento bancário. O nono andar possui área aberta à ventilação, lanchonetes, restaurantes, plenário, consultório odontológico e uma agência bancária.

#### Edifício Gerais
Assim como o Edifício Minas, o Edifício Gerais é composto por secretarias, autarquias, fundações, empresas públicas e outros órgãos de apoio do Governo ou do funcionamento da Cidade Administrativa, listadas abaixo.
As entidades instaladas no edifício estão listadas abaixo.
- Secretaria de Estado de Casa Civil e de Relações Institucionais (SECCRI), 1º andar.
- Secretaria de Estado de Governo (SEGOV), 1º andar.
- Secretaria de Estado de Direitos Humanos, Participação Social e Cidadania (SEDPAC), 2º andar.
- Secretaria de Estado de Planejamento e Gestão (SEPLAG), 2º e 3º andar.
- Intendência da Cidade Administrativa, 3º andar.
- Instituto de Previdência dos Servidores do Estado de Minas Gerais (IPSEMG), 3º e 4º andar.
- Minas Gerais Participações S/A (MGI), 4º andar.
- Companhia de Tecnologia da Informação do Estado de Minas Gerais (PRODEMGE), 4º e 5º andar.
- Secretaria de Estado de Cultura (SEC), 5º andar.
- Loteria Mineira (LEMG), 6º andar.
- Secretaria de Estado de Fazenda (SEF), 6º e 7º andar.
- Instituto de Desenvolvimento do Norte e Nordeste de Minas Gerais (IDENE), 8º andar.
- Secretaria de Estado de Desenvolvimento Econômico, Ciência, Tecnologia e Ensino Superior de Minas Gerais (SEDECTES), 8º andar.
- Secretaria de Estado de Desenvolvimento e Integração do Norte e Nordeste de Minas Gerais (SEDINOR), 8º andar.
- Banco do Brasil, 9º andar.
- Instituto Mineiro de Agropecuária (IMA), 10º andar.
- Secretaria de Estado de Agricultura, Pecuária e Abastecimento (SEAPA), 10º andar.
- Secretaria-Geral da Governadoria (SGG), 11º andar.
- Secretaria de Estado de Desenvolvimento Agrário (SEDA), 11º andar.
- Secretaria de Estado de Turismo (SETUR), 11º andar.
- Agência Reguladora de Serviços de Abastecimento de Água e Esgotamento Sanitário do Estado de MG (ARSAE), 12º andar.
- Controladoria-Geral do Estado de Minas Gerais (CGE), 12º andar.
- Ouvidoria-Geral do Estado de Minas Gerais (OGE), 12º andar.
- Agência RMBH, 13º Andar.
- Centro de Serviços Compartilhados - CSC (vinculado à SEPLAG), 13º andar.
- Companhia de Habitação do Estado de Minas Gerais (COHAB), 14º andar.
- Conselho de Segurança Alimentar e Nutricional Sustentável de Minas Gerais (CONSEA), 14º andar.
- Departamento Estadual de Telecomunicação de Minas Gerais (DETEL), 14º andar.
- Secretaria de Cidades e de Integração Regional (SECIR), 14º andar.

O Edifício Gerais também possui estacionamento no subsolo, salas de reunião em todos os andares, serviços de recepção, administração e segurança do edifício no saguão de entrada e em todos os andares, bem como serviços de manutenção, reprografia e terminais de autoatendimento bancário. Havia um serviço de atendimento médico no subsolo, porém, em 2017, o contrato com a empresa venceu e não houve renovação. O nono andar possui área aberta à ventilação, lanchonetes, restaurantes, auditório, e uma agência bancária.

### Centro de Convivência
O Centro de Convivência em forma circular foi construído entre os prédios Minas e Gerais, o acesso é livre para todos. Conhecido como Cidade Administrativa Shopping, aberto desde 2010, seus andares são constituídos em subsolo, térreo e primeiro andar, possuindo praças de alimentação e ainda o 9º andar dos prédios Minas (restaurantes, agência BB Servidor) e Gerais (restaurantes, agência BB Servidor e academia). No térreo, estão instalados bancos postais (Banco do Brasil e Caixa), agência do servidor Banco do Brasil,  lanchonetes, padaria, restaurantes, bombonière e lojas de conveniência, além das feiras que acontecem no decorrer do ano. No subsolo estão instalados a drogaria Araújo (em processo de expansão), agência dos Correios e a livraria Aguiar. O primeiro andar, é dedicado ao funcionamento de um restaurante.

### Prédio Alterosas
O Prédio Alterosas foi originalmente conhecido como Prédio de Serviços. Foi construído após a inauguração da Cidade Administrativa. Lá estão sediados o Batalhão de Polícia de Guardas (unidade da PMMG responsável pela segurança da Cidade Administrativa e também de outros prédios públicos , em conformidade com os planos e ordens do Comando Geral). Lá também está sediado o Centro Integrado de Comunicações Operacionais (CICOp) e uma unidade do Corpo de Bombeiros de Minas Gerais.

## Características de sustentabilidade

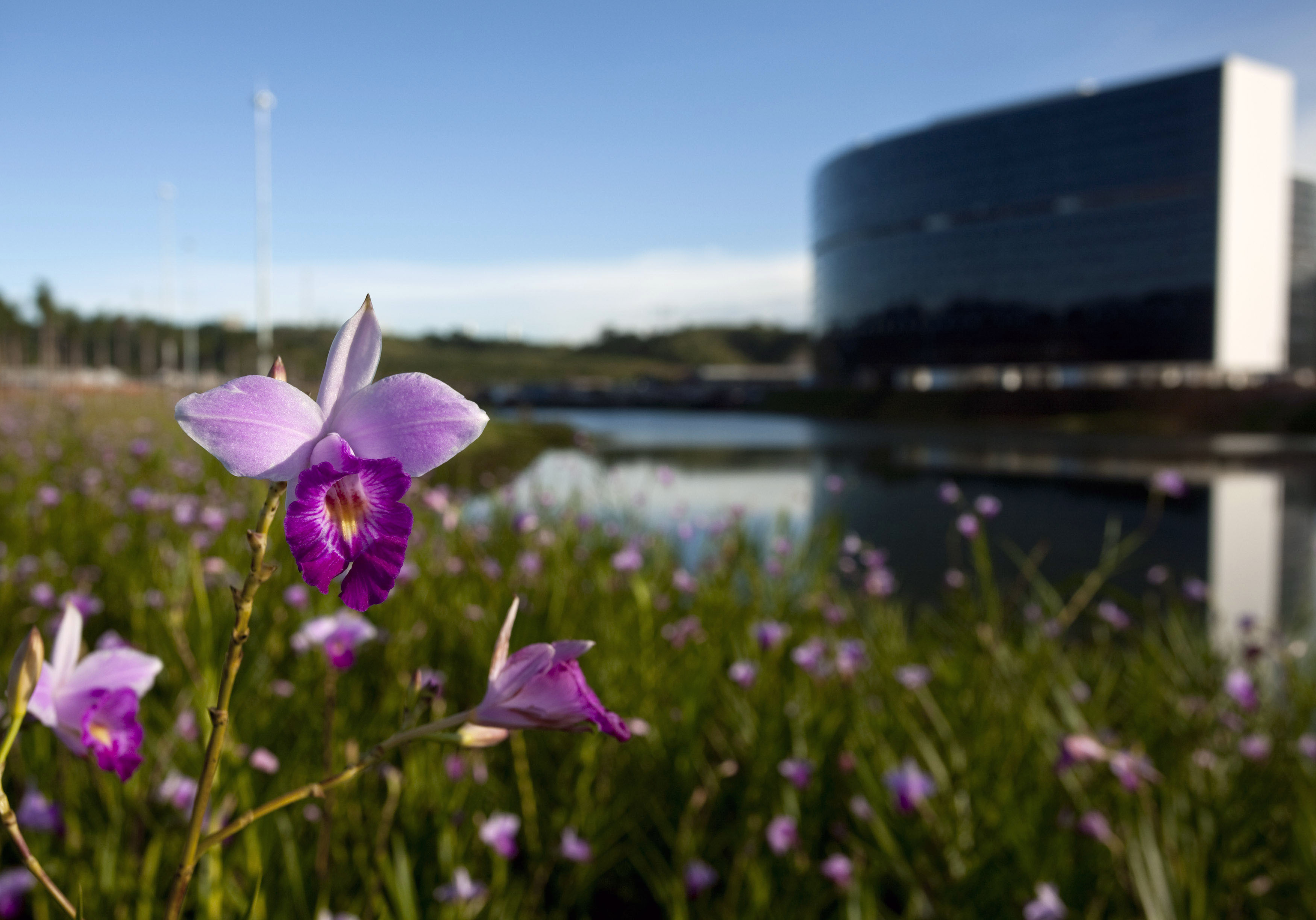
Cidade Administrativa ao fundo

A Cidade Administrativa é a única no Brasil com características de sustentabilidade, segundo um portal que divulga informações corporativas. Seus edifícios possuem sistemas para economizar recursos naturais.

### Energia elétrica
Sensores de luminosidade são utilizados para o controle de luminescência das lâmpadas durante o dia. Durante a noite, o prédio possui sensores de presença para o acionamento de algumas lâmpadas, ambos os sensores estão interligados a um sistema de controle horário, onde é possível a visualização de controle e consumo dos prédios. Os elevadores dos prédios são controlados por uma central automatizada, racionalizando o uso antecipado de acordo com a demanda.

### Ar condicionado
O sistema de ar condicionado da Cidade Administrativa tem capacidade de gerar cerca de 8400 toneladas de refrigeração por hora (TR/h) de água gelada, e possui sistema automatizado para controle de temperatura dos andares.

### Água
O sistema de esgoto sanitário a vácuo reduz em 85% o consumo de água em relação à descarga convencional e economiza cerca de 55 000 litros por dia. Além disso, o projeto previu coleta de águas pluviais para irrigar os jardins e alimentar as duas lagoas existentes na sede do governo, as nascentes e os lençóis freáticos.

### Preservação da área verde
No projeto foi prevista a criação do segundo maior parque da cidade de Belo Horizonte, o Parque Estadual Serra Verde (a ser gerido pelo Instituto Estadual de Florestas), localizado em uma área rica em nascentes, animais e espécies vegetais, na sub-bacia do Rio das Velhas.[carece de fontes?]

### Móveis

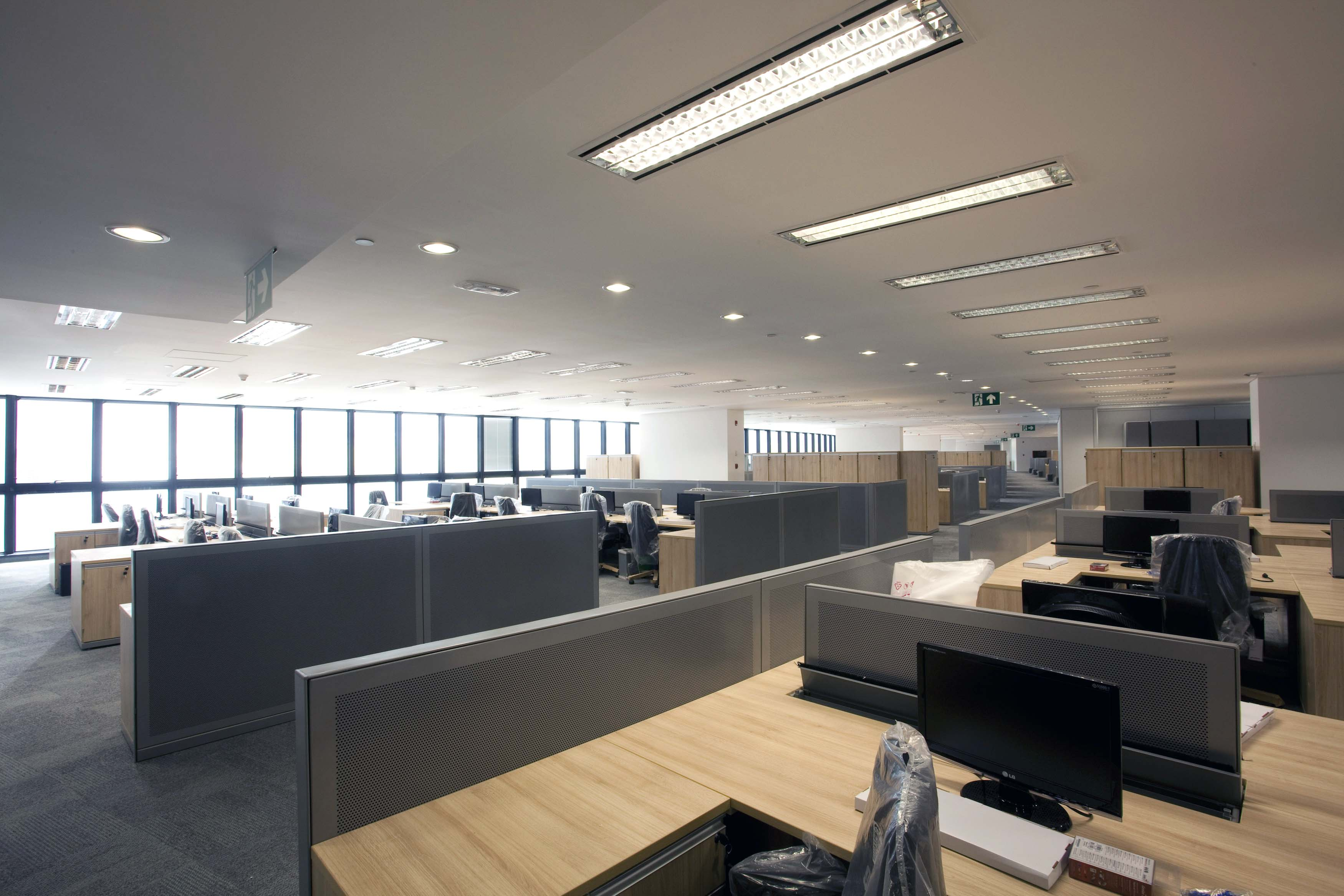
Visão interna de uma das secretarias

Estima-se que para a produção dos itens mobiliários licitados, cerca de 1 450 árvores foram poupadas com a utilização de madeiras certificadas de reflorestamento com selo FSC.

### Coleta seletiva
O projeto conta com lixeiras coloridas para a coleta seletiva ao lado de cada estação de trabalho, permitindo que o lixo seja selecionado já na origem.

### Acessibilidade
O projeto arquitetônico cumpre critérios de acessibilidade para Portadores de Necessidades Especiais (PNE), com espaços, edificações, mobiliário e equipamentos que atendam aos requisitos legais.
Entre os parâmetros do projeto para contemplação e inclusão desse público estão:
- 2% de vagas reservadas para os portadores de necessidades especiais, ou para quem os transporta, sendo pelo menos uma vaga próxima a cada entrada principal ou elevador.
- Rampas  próximas às vagas reservadas para portadores de necessidades especiais e em todos os acessos aos prédios com inclinação de 8,33%, corrimões em ambos os lados e patamares do início ao final das rampas.
- Rampa de acesso ao auditório com guarda-corpo de altura mínima de 105 cm e corrimões em ambos os lados.

### Desenvolvimento social

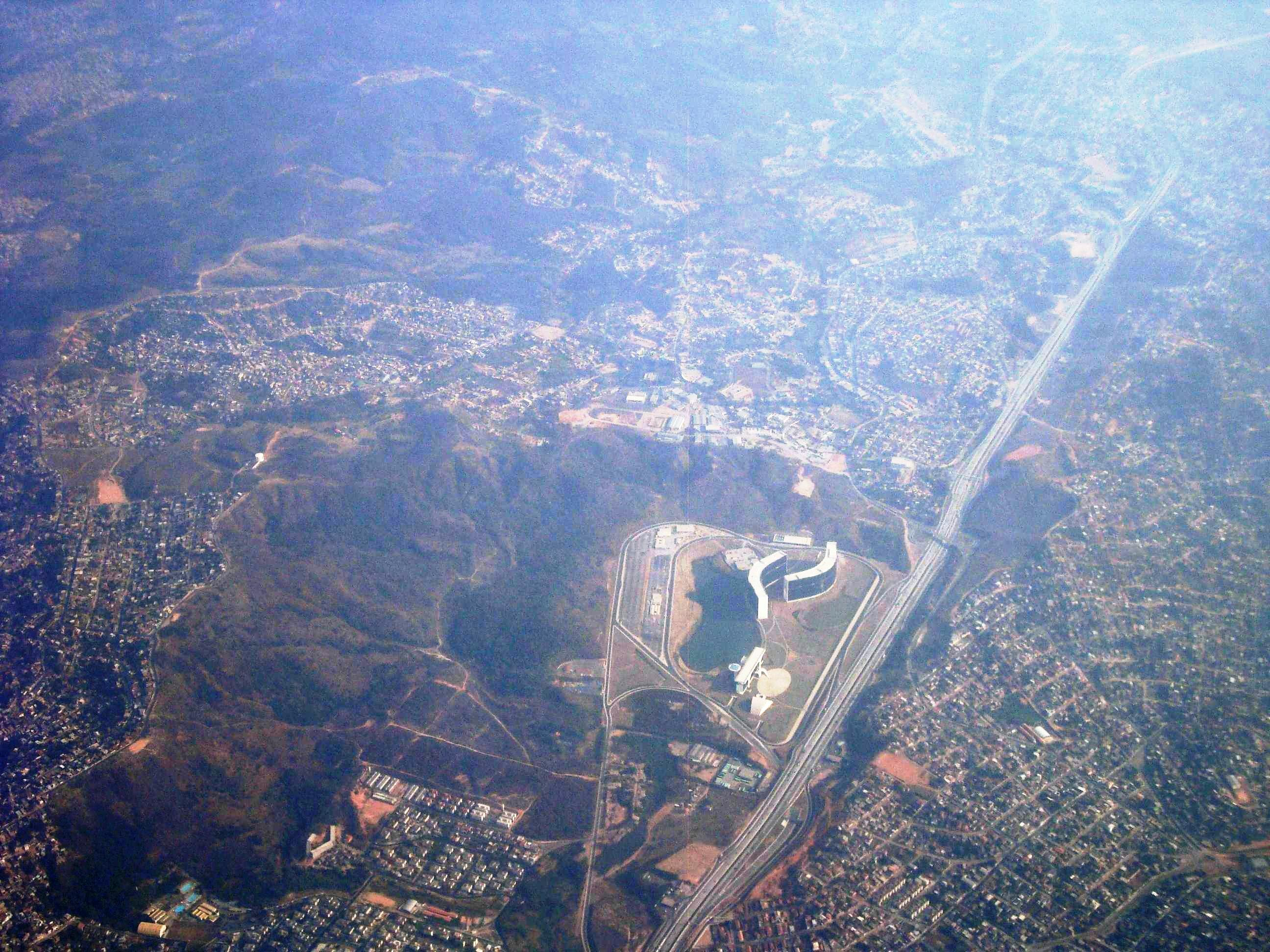
Vista aérea da Cidade Administrativa de MG

Foram realizadas reuniões com a comunidade, Câmara de Vereadores, Igrejas, Associação Comunitária e também foi criado o Centro de Referência do Cidadão, que desenvolve ações culturais, de comunicação e educação  ambiental.
No apoio ao desenvolvimento sustentável do Vetor Norte, o Estado criou a agência metropolitana para acompanhar, fiscalizar e normatizar o uso do solo. O crescimento planejado impedirá, inclusive, ocupações irregulares.
Com a inauguração da Cidade Administrativa, parte dos servidores utiliza o metrô, o que diminui a emissão de gases e combustível. Da estação Vilarinho do metrô, os servidores seguem em ônibus terceirizados até a Cidade Administrativa.

## Gestão
O espaço de trabalho elaborado para a Cidade Administrativa segue tendência adotada na Inglaterra e Estados Unidos, com uso de vãos livres, sem salas fechadas, nem divisórias, apenas estações de trabalho. Como exceção, os Secretários de Estado e seus assessores contam com sala separada, sendo alocados em um espaço de 50 m² para cada secretaria. A seu turno, superintendentes contam apenas com meia divisória.
Na relação com fornecedores, foi prevista sua avaliação por desempenho, com reflexos nos preços pagos mensalmente e possivelmente multas.
A reunião em um só local de 17 100 servidores que trabalhavam em 53 endereços de Belo Horizonte significa que os deslocamentos entre diferentes órgãos serão feitos com maior rapidez.

## Desenvolvimento regional
A inauguração da Cidade Administrativa pretendeu ao desenvolvimento econômico e social no Vetor Norte da Região Metropolitana de Belo Horizonte, local de baixos índices socioeconômicos, mesmo com uma localização privilegiada, com acesso aos principais eixos rodoviários e proximidade do Aeroporto Internacional Tancredo Neves. A expectativa é proporcionar à região mais investimentos públicos e privados, seguindo o modelo de Pequim, cuja respectiva região metropolitana concentra 12% do PIB no entorno do seu aeroporto internacional.[carece de fontes?]